# مركز الدراسات والبحوث الإنسانية والاجتماعية وجدة
مركز الدراسات والبحوث الإنسانية والاجتماعية هو مركز أكاديمي مستقل تأسس  يوم 23 يوليو 2002 في مدينة وجدة من مجموعة من الخبراء والباحثين في مختلف أصناف المعرفة.

## أهداف المركز
• تنمية البحث والدراسة في مختلف المجالات العلمية والحقول المعرفية، وخاصة في ميادين: العلوم الإنسانية والاجتماعية والقانونية والدراسات المستقبلية، ومختلف ميادين النشاط الفكري. 

• دعم وتشجيع الطلبة الباحثين ومختلف الدارسين والباحثين والمهتمين في مشاريعهم العلمية والأكاديمية والبحثية. 

• تيسير وتشجيع البحث والدراسة في إطار أنشطة ترتبط بأهداف المركز. 

• المساهمة في تنشيط الحركة الثقافية والفكرية جهويا ووطنيا. 

• تأسيس فضاء للحوار والتواصل بين المثقفين والباحثين والمهتمين ومختلف الفاعلين الثقافيين محليا وجهويا ووطنيا ودوليا.

• مد جسور التواصل مع الكفاءات العلمية والفكرية الوطنية الموجودة خارج أرض الوطن. 

• ربط العلاقات العلمية، والتعاون مع المؤسسات الجامعية وباقي المراكز والمؤسسات ذات الاهتمام المشترك.

## وسائل عمل المركز
•	الأبحاث والدراسات والأعمال الفكرية والأكاديمية.

•	إعداد ونشر الدراسات والأبحاث التي ينجزها المركز.

•	إنجاز الدراسات والأبحاث المطلوبة من المركز من قبل جهات أخرى.

•	ترجمة الأعمال العلمية، والدراسات من اللغة العربية إلى اللغات الأجنبية، ومن اللغات الأجنبية إلى اللغة العربية ونشرها.

•	المحاضرات والندوات والملتقيات الدراسية والمؤتمرات العلمية. 

•	ورشات العمل والدورات التكوينية. 

•	وحدات ومجموعات البحث لإنجاز المشاريع والأعمال العلمية.

•	تيسير وتشجيع البحث والدراسة في إطار مجالات ترتبط بأهداف المركز. 

•	المكتبات العامة أو المتخصصة لفائدة الباحثين على المستوى المحلي والجهوي. 

•	الدورية والمجلة، للتعريف بالمركز ومتابعة أنشطته، ونشر إصداراته وإنتاجاته.

## المكتبة

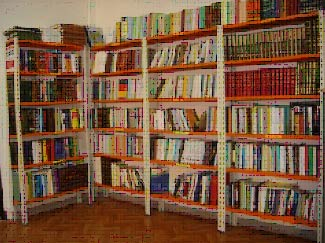
مكتبة المركز

أسس المركز مكتبة متخصصة تضم أهم الكتب في مجالات العلوم الإنسانية والاجتماعية والفلسفة والقانون والتاريخ والحضارة والدراسات الإسلامية، إضافة إلى عدد مهم من الكتب والدوريات بلغات مختلفة عربية وفرنسية وإنجليزية وإسبانية... وتتوفر المكتبة حاليا على مجلات بأعدادها الكاملة، وعلى بعض المطبوعات الحجرية النادرة. نظرا للنقصان الذي تعاني منه مدينة وجدة، إذ لا تتوفر بها مكتبة ترقى إلى ما يرجوه الباحثون، وستكون المكتبة وهي في مراحل متقدمة من نموها دعامة للبحث العلمي الإنساني والاجتماعي، والمكتبة بالإضافة إلى ما سبق تسعى إلى تحقيق أهداف الوحدات المشتغلة في المركز فيما يتعلق بإنجاز أعمالها البحثية. وتمتلك المكتبة رصيدا مهما في مجال الدراسات الفلسطينية، وهي مدعمة لعمل إحدى الوحدات العلمية بالمركز،. وفي سبيل تنمية مصادر المكتبة اقتنى المركز بعض المكتبات الخاصة.

## أنشطة المركز
قام المركز بعقد ندوات دولية و أيام دراسية و محاضرات و حلقات علمية داخلية وبتنسيق مع جهات مختلفة (جامعة محمد الأول، المجلس العلمي المحلي، جمعية حوار، مؤسسة مولاي سليمان).

## الندوات التي نظمها المركز
- الندوة الدولية: "مراكز الأبحاث:إنتاج المعرفة ومسؤوليات المثقف" 10يونيو 2005.
- المهرجان الدولي الأول للفن الفوتوغراف تحت شعار: الصورة بين المعلومة والإثارة 21-05-2009

## بمشاركة الأساتذة
- الدكتور نصر محمد عارف: رئيس قسم الدراسات الإسلامية بجامعة زايد (الإمارات العربية المتحدة)، وأستاذ العلوم السياسية بجامعة القاهرة.

- الدكتور مصطفى المرابط: أستاذ بكلية العلوم بجامعة محمد الأول بوجدة، والنائب الأول لرئيس منتدى الحكمة للمفكرين والباحثين.

- الدكتور سعيد خالد الحسن: أستاذ العلوم السياسية بجامعة محمد الخامس بالرباط.
- الندوة الدولية: "التراث العلمي العربي الإسلامي "الإحياء والتفعيل"

Le patrimoine scientifique arabo-musulman "Connaissance et renaissance"
الأربعاء والخميس 26-27 أبريل 2006 بقاعة نداء السلام كلية الآداب بوجدة" بتعاون مع جامعة محمد الأول ومؤسسة مولاي سليمان لإنعاش المدن العتيقة بالجهة الشرقية. 

بمشاركة الأساتذة: 
- البروفيسور عبد الهادي التازي: عضو أكاديمية المملكة.

- الأستاذ محمد علال سيناصر: عضو أكاديمية المملكة.

- الدكتور سعد الصقلي: طبيب أسنان وباحث.

- الأستاذ محمد الرمشاني: مختص في علم التوقيت.

- Andrée BAZZANA: جامعة ليون بفرنسا.

## آفاق مستقبلية
ضمن خطة عمله المستقبلية، أدرج المركز عددا من الأنشطة، ومجالات التعاون الثنائي مع عدد من المؤسسات الزميلة، وهكذا تم برسم الموسم المقبل وضع مخطط عمل من ضمن ما يضمه ما يلي:

- شراكة لإعداد بعض البرامج المشتركة بين المركز والمعهد العالمي للفكر الإسلامي بواشنطن.

- إصدار نسخة عربية من مجلة مستقبلات: FUTURIBLES الفرنسية الشهرية.

- ترجمة كتاب السيرة الفكرية للدكتور عبد الوهاب المسيري، وكتاب نقد تقارير التنمية البشرية للأستاذ منير شفيق إلى اللغة الفرنسية.

- إخراج مشروع ترجمة من اللغة الإنجليزية إلى اللغة العربية أنجزها المركز لمجموعة من الدراسات في النقد الثقافي.

- عقد ندوة دولية في موضوع «الأبعاد غير المطروقة لحدث صبرا وشاتيلا» في شتنبر 2006.

- عقد ندوة دولية بتعاون مع الإيسيسكو، حول«الحدود في العالم الإسلامي رؤية مستقبلية»، في ربيع 2007 

- إطلاق مشروع دراسة وتوثيق شامل لمداخل تاريخ العلوم عند العرب والمسلمين، بشراكة مع مجموعة بحث مختصة بكلية العلوم وجدة.

- تنظيم ورشة نقاش فكرية حول «دستور العمل في الفكر الإسلامي»بتعاون مع مركز البحوث بمؤسسة خالد الحسن في فبراير 2006.

- انطلاق برنامج الدورات التدريبية المتقدمة لفائدة الباحثين في مختلف مجالات العمل البحثي المنظم برسم الموسم الأكاديمي 2005/2006.

## تمثيلية المركز في المحافل الدولية
قام المركز بعدد من الزيارات إلى مراكز الدراسات والأبحاث داخل الوطن وخارجه، تم خلالها عقد لقاءات متنوعة مع شخصيات فكرية ومسؤولين عن مؤسسات ومراكز علمية تم خلالها التعريف بالمركز وتوسيع نطاق صداقاته، كما تم الاتفاق على عدد من صيغ التعاون بين المركز وبين مختلف هذه المؤسسات، فقد حضر المركز:
- معرض القاهرة الدولي للكتاب المنعقد ما بين 26/1/2005 و8/2/2005.

- فعاليات علمية بكوالالمبور بماليزيا من 25/7/2005 إلى 27/7/2005.

- العشاء السنوي لمركز الإمارات للدراسات والأبحاث يوم 22/7/2005.

- فعاليات علمية بمدن أنقرة وإستانبول بتركيا ما بين 14/7/2005 و19/7/2005 

- مؤتمر علمي دولي بعمان من 27/11/2005 إلى 29/22/2005.

- مجموعة من المؤسسات العلمية والبحثية بالأردن من 30/11/2005 إلى 01/12/2005.